# 10930 Jinyong
10930 Jinyong eller 1998 CR2 är en asteroid i huvudbältet som upptäcktes den 6 februari 1998 av Beijing Schmidt CCD Asteroid Program vid Xinglong-observatoriet. Den är uppkallad efter författaren Jin Yong.
Asteroiden har en diameter på ungefär 9 kilometer och den tillhör asteroidgruppen Eos.